# Gaetano Fasanotti
 Gaetano Fasanotti  (Milan, 1831 - 7 février 1882) est un peintre italien qui fut actif au XIXe siècle.

## Biographie
Gaetano Fasanotti, après avoir adhéré avec enthousiasme au mouvement insurrectionnel de 1848, se dédia à ses intérêts artistiques en étudiant auprès de Giovanni Renica.
Au début de sa carrière il s'est intéressé aux sujets historiques mais rapidement il réalisa des sujets paysagistes avec figures et animaux. 
En 1860 Gaetano Fasanotti occupa la chaire Paysage de l'Académie de Brera.
Les nouveautés qu'il a introduites dans la didactique ainsi que l'exercice en plein air provoquèrent des conflits avec le conseil académique et le peintre préféra démissionner de son poste et continua à enseigner sous forme privée.
De 1861 à 1879  Fasanotti fut régulièrement présent dans les expositions de l'académie de Brera ainsi qu'à d'autres manifestations.
En 1880, atteint par des problèmes de santé il dut suspendre son activité.
Bien que sa période d'activité soit plutôt courte, on retrouve ses tableaux sur le marché lombard avec des peintures de paysages à l'huile et à l'aquarelle.
Il s'exerça majoritairement en Lombardie (Brianza, Lac de Côme), bien qu'à partir de 1870 il fut aussi auteur de vedute concernant les régions de Palerme, Ischia, Livourne et Venise.
Divers tableaux de sa composition sont visibles au musée Museo Poldi Pezzoli à Milan.

## Principales œuvres
- Scène de vie sur la plage (1874), huile sur toile de 32 cm × 52 cm.
- Paysage piemontais, huile sur toile de 45 cm  ×  75 cm
- Le golfe de Palerme, huile sur toile,
- Portrait de gentilhomme (1856),
- Personnages sur un sentier de montagne,
- Vue d'un lac avec maisons et figures,
- Promenade en montagne,
- Vue de Bellagio, Lac de Côme (1879),
- Montrasio et Lac lombard,

## Sources
- Voir liens externes